# Paula Arenas
Paula Arenas (Bogotá, Colombia; 1 de mayo de 1988), es una cantante y compositora colombiana, dedicada particularmente a la balada y la música pop.

## Biografía e inicios de su carrera
Paula Arenas nació el 1 de mayo de 1988 en Bogotá, Colombia. Tiene dos hermanos, Federico y Mariana.
Descubrió su gusto por cantar en 1994 mientras su familia veía la telenovela colombiana "Café con Aroma de Mujer", imitando la manera de cantar de Gaviota, personaje principal de la misma, por lo que sus familiares comenzaron a apodarle "Gaviotica". Posteriormente, a los 7 años, se inscribió al coro estudiantil de su colegio.
Durante su adolescencia, Arenas buscaba estudiar música y se inscribió en la Universidad de los Andes, así como la Pontificia Universidad Javeriana. Al ser rechazada de ambas universidades, decidió dedicarse completamente a cantar, presentándose en bares y restaurantes locales con interpretaciones propias de canciones populares.
Después de un tiempo, Arenas se dio cuenta de que no le apasionaba realizar interpretaciones de canciones populares. Fue entonces cuando comenzó a presentarse en el restaurante colombiano El Bandido, en donde interpretaba canciones de Frank Sinatra y Édith Piaf, y posteriormente, formó parte de una Big band. Durante este tiempo, comenzó a trabajar con los artistas colombianos Esteman y Juan Pablo Vega.
Fue a través de Vega que Arenas conoció al productor y compositor colombiano Julio Reyes Copello, a quien Arenas frecuentemente acredita por haberle hecho tomar su profesión más seriamente.
En enero de 2015 Arenas cambió su residencia a Miami, Florida, para hacer de la música su profesión de tiempo completo.
En 2019 contrajo matrimonio con Beto Pérez Fleta, un artista y diseñador gráfico originario de Barranquilla, Colombia. Durante la recepción, Arenas interpretó su canción "Una Vida Contigo" junto al cantautor colombiano Santiago Cruz. La interpretación fue filmada y posteriormente se convirtió en el videoclip oficial del tema.
En 2020, Arenas dio a luz a su primer hijo con Pérez Fleta, a quien llamaron León.

## Carrera artística

### 2011–2014: Inicios como artista independiente
Arenas tuvo su debut como artista independiente en noviembre de 2011 con el lanzamiento de su EP homónimo, mismo que incluyó temas «Me Hace Bien», «Sola», «Lo Que El Tiempo Dejó» (junto a Esteman), «Excesos» y «Un Día Cualquiera», producida por Juan Pablo Vega. «Lo Que El Tiempo Dejó» alcanzó el top 10 en los listados pop de Colombia.
En 2014 recibió una nominación en la categoría de Nuevo Artista del Año de los Premios Nuestra Tierra.

### 2015–2017: Art House Records, nuevo debut, yMatices
En enero de 2015, Arenas se mudó a la ciudad de Miami para darle un nuevo comienzo a su carrera musical al firmar con el sello discográfico de Julio Reyes Copello, Art House Records.
El 4 de marzo de 2016 publicó su primer sencillo «Nada», producido por Copello. El sencillo recibió comentarios positivos y apoyo en redes sociales de parte de artistas como Carla Morrison y sus compatriotas Juanes y Fonseca. La canción alcanzó rápidamente un millón de reproducciones y entró a los listados más importantes de Spotify en América Latina. En mayo fue invitada a abrir los conciertos de Alejandro Sanz en su Sirope Tour en Bogotá y Medellín, y se presentó por primera vez en Miami y Nueva York.
El 5 de agosto de 2016 fue lanzado su segundo sencillo, Ahora Soy Libre. La canción fue producida también por Julio Reyes Copello y contó con la participación de la Orquesta Filarmónica de Praga. El sencillo la llevó a compartir tarima con Santiago Cruz en Bogotá y a realizar una versión a dúo con Esteman, con quien además se presentó por primera vez en el Lunario de la Ciudad de México.
El 25 de noviembre de 2016 Paula Arenas lanzó Hoy, el tercer sencillo de su primera producción con Art House Records. Para cerrar el año, Paula Arenas fue incluida en el listado Best of Radar Latino 2016 de Spotify e inició una seguidilla de conciertos en Seaspice, en la ciudad de Miami. Paula Arenas fue invitada también por Río a Luna y Raquel Sofía para compartir tarima con ellos en varios de sus conciertos en Miami al final de 2016.
En 2017 Paula Arenas lanzó su sencillo «Tanto, Tanto», seguido por su EP «Matices», por el cual en octubre de ese mismo año fue nominada como Mejor Nuevo Artista para la 18a entrega de los Latin Grammy.

### 2018–2020: Sony Music yVisceral
En noviembre de 2018, Arenas firmó un contrato con Sony Music Colombia para la promoción y la distribución de su primer álbum de larga duración, y posteriormente lanzó su sencillo «Tiempo al Viento», en colaboración con la cantante cubana Diana Fuentes. El tema fue lanzado como el sencillo principal de su primer álbum de estudio, «Visceral», el cual fue lanzado en 2019 y recibió diversas nominaciones al Latin Grammy en su vigésima edición, incluyendo las categorías de Álbum del Año y Mejor Álbum Pop Vocal Tradicional. El segundo sencillo del álbum, «Buena Para Nada» también fue nominado en la categoría de Mejor Canción Pop. Posteriormente lanzó el videoclip oficial de su sencillo «Una Vida Contigo (con Santiago Cruz)», el cual fue grabado durante la recepción de la celebración de su matrimonio con Beto Pérez Fleta, en donde interpretó la canción acompañada de Cruz.
Arenas se presentó en la ceremonia de premiación de la Vigésima Entrega de los Latin Grammy el 14 de noviembre de 2019 Las Vegas Nevada junto a Julio Reyes Copello, interpretando su canción «Ahora Soy Libre» en un show televisado por Univisión que batió records de sintonía. 
En 2020 Arenas recibió una nominación en la categoría de Álbum del Año de los Premios Nuestra Tierra de ese mismo año.

### 2021–2022: Profesor Records yMis Amores
En 2021 Arenas participó en el concierto tributo «Ellas y su Música» junto a Olga Tañón, Nella González, y Vikky Carr, quien fue una de las artistas a quien se rindió tributo. Posteriormente, lanzó el tema «A Tu Lado», que fue el sencillo principal de su EP «Mis Amores», el cual fue grabado en su totalidad en casa de Arenas durante la Pandemia de COVID-19 durante 2020. El EP fue lanzado el 21 de mayo de 2021 y recibió diversas nominaciones al Latin Grammy en su vigésima segunda edición, incluyendo las categorías de Álbum del Año y Mejor Álbum Pop Vocal Tradicional. El sencillo principal del EP, «A Tu Lado», también recibió una nominación en la categoría de Grabación del Año. Ese mismo año, Arenas fue invitada a participar en la ceremonia durante el homenaje a Armando Manzanero, acompañada de Carlos Rivera y Nella González. Este mismo año fue también la primera ocasión en la que Arenas recibió una nominación al Grammy Anglo en la categoría de Mejor Álbum Pop Latino por «Mis Amores».
En 2022 firmó con el sello discográfico independiente mexicano Profesor Records y lanzó dos sencillos: «Puro Sentimiento» a dueto con el cantante colombiano Manuel Medrano en mayo, y «Un Día a la Vez» en octubre. En diciembre de ese año, Arenas viajó a México para realizar una gira de medios, además de ser acompañada a abrir los conciertos del grupo mexicano Reik en el Auditorio Nacional, así como el concierto del grupo mexicano Matisse en Querétaro, y de la cantautora mexicana Ale Zéguer en Texcoco.

### 2023–presente:A Ciegas
En 2023 lanzó dos sencillos más: «A Ciegas», en marzo y «Déjame Llorarte», a dueto con el vocalista de Reik, Jesús Navarro en abril. Ambos sencillos, junto con los dos anteriores, formaron parte de su segundo álbum de estudio, «A Ciegas», lanzado el 19 de mayo de 2023. El álbum fue acompañado de una pequeña gira de conciertos en Miami, Bogotá y Ciudad de México, lo cual marcaría la primera gira de Arenas como artista principal después de haber abierto los tres conciertos de Carlos Rivera en el Auditorio Nacional. En mayo de ese año, «Puro Sentimiento» recibió una nominación en la categoría de Mejor Canción Pop de los Premios Nuestra Tierra del mismo año. En septiembre de ese año, Arenas recibió 4 nominaciones al Latin Grammy en su vigésima cuarta edición en las categorías de Álbum del Año y Mejor Álbum Pop Vocal Tradicional por «A Ciegas», así como en las categorías de Grabación del Año y Mejor Canción Pop por «Déjame Llorarte».

## Discografía
Álbumes:
- 2019: Visceral
- 2023: A Ciegas

EPs:
- 2011: Paula Arenas
- 2012: Paula Arenas
- 2017: Matices
- 2021: Mis Amores

Sencillos:
- 2016: Nada
- 2016: Ahora Soy Libre
- 2016: Hoy
- 2017: Es Natural
- 2018: Tiempo al Viento
- 2019: Buena Para Nada
- 2021: A Tu Lado
- 2022: Volando Bajito
- 2022: Puro Sentimiento (ft. Manuel Medrano)
- 2022: Un Día a la Vez
- 2023: A Ciegas
- 2023: Déjame Llorarte (Paula Arenas & Jesús Navarro)

## Premios y nominaciones

### Premios Grammy
| Año  | Nominado   | Galardón               | Resultado | Ref.   |
| ---- | ---------- | ---------------------- | --------- | ------ |
| 2022 | Mis Amores | Mejor Álbum Pop Latino | Nominado  | [ 29 ] |

### Premios Grammy Latinos
| Año  | Nominado        | Galardón                          | Resultado | Ref.   |
| ---- | --------------- | --------------------------------- | --------- | ------ |
| 2017 | Paula Arenas    | Mejor Nuevo Artista               | Nominado  | [ 30 ] |
| 2019 | Visceral        | Álbum del Año                     | Nominado  | [ 31 ] |
| 2019 | Visceral        | Mejor Álbum Vocal Pop Tradicional | Nominado  | [ 31 ] |
| 2019 | Buena Para Nada | Mejor Canción Pop                 | Nominado  | [ 31 ] |
| 2021 | Mis Amores      | Álbum del Año                     | Nominado  | [ 32 ] |
| 2021 | Mis Amores      | Mejor Álbum Vocal Pop Tradicional | Nominado  | [ 32 ] |
| 2021 | A Tu Lado       | Grabación del Año                 | Nominado  | [ 32 ] |
| 2023 | A Ciegas        | Álbum del Año                     | Pendiente | [ 28 ] |
| 2023 | A Ciegas        | Mejor Álbum Vocal Pop Tradicional | Pendiente | [ 28 ] |
| 2023 | Déjame Llorarte | Grabación del Año                 | Pendiente | [ 28 ] |
| 2023 | Déjame Llorarte | Mejor Canción Pop                 | Pendiente | [ 28 ] |

### Premios Nuestra Tierra
| Año  | Nominado         | Galardón              | Resultado | Ref.          |
| ---- | ---------------- | --------------------- | --------- | ------------- |
| 2014 | Paula Arenas     | Nuevo Artista del Año | Nominado  | [ 7 ]         |
| 2020 | Visceral         | Álbum del Año         | Nominado  | [ 15 ]        |
| 2023 | Puro Sentimiento | Mejor Canción Pop     | Nominado  | [ 27 ] [ 33 ] |

Notas
1. ↑  Arenas compartió la nominación con Manuel Medrano, con quien colaboró en el tema.